# Supaul
Supaul è una suddivisione dell'India, classificata come municipality, di 54.020 abitanti, capoluogo del distretto di Supaul, nello stato federato del Bihar. In base al numero di abitanti la città rientra nella classe II (da 50.000 a 99.999 persone).

## Geografia fisica
La città è situata a 25° 55' 60 N e 86° 15' 0 E e ha un'altitudine di 33 m s.l.m..

## Società

### Evoluzione demografica
Al censimento del 2001 la popolazione di Supaul assommava a 54.020 persone, delle quali 28.738 maschi e v femmine. I bambini di età inferiore o uguale ai sei anni assommavano a 9.528, dei quali 5.035 maschi e 4.493 femmine. Infine, coloro che erano in grado di saper almeno leggere e scrivere erano 26.379, dei quali 16.865 maschi e 9.514 femmine.